# Armoiries des Canaries
Les Armoiries des Canaries sont devenues officielles depuis 1982, grâce à la loi organique 10/1982 du 10 août 1982 sur le « Statut de l'Autonomie des Canaries ».

## Description
D'azur, à sept îles d'argent ordonnées deux, deux, deux, et une. L'écu est timbré d'une couronne royale d'or surmontée d'un listel d'argent portant le cri « Océano » de sable, en support deux chiens.